# Саммит НАТО в Вашингтоне (2024)

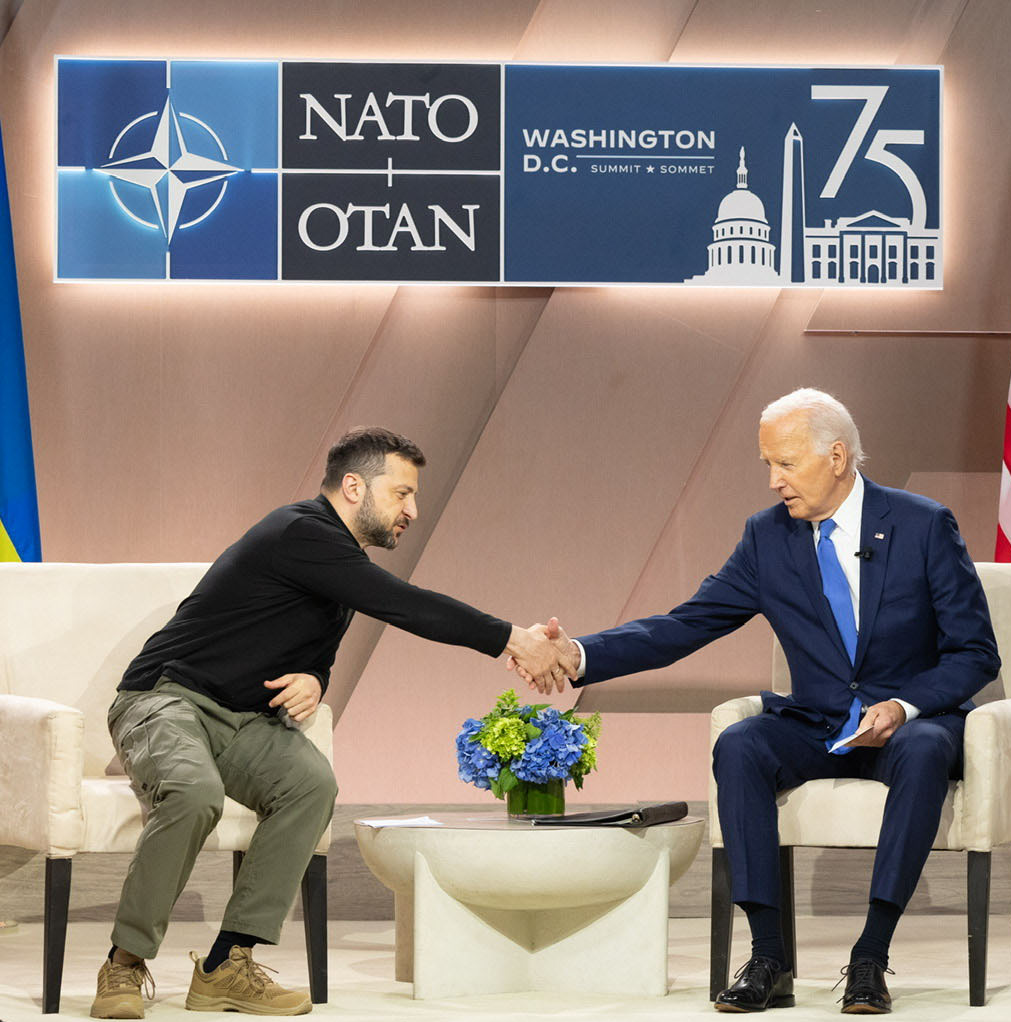
Официальная встреча президента Байдена с Владимиром Зеленским в рамках саммита (11 июля 2024 года)

Саммит НАТО в Вашингтоне — саммит НАТО, который проходил с 9 по 11 июля 2024 года в столице США, Вашингтоне и был посвящён 75-летию альянса. Саммит был официально предложен в 2023 году во время Саммита НАТО в Вильнюсе.

## Повестка
Основным вопросом на саммите стало обсуждение возможностей преодоления большого разрыва (англ. big gap) между принципиальным утверджением о том, что Украина может присоединиться к НАТО, несмотря на протесты России и тем фактом, что мало кто из участников альянса поддержит такое вступление до тех пор, пока не прекратится российско-украинская война.

## Участники
Участниками саммита стали делегации 32 стран-членов Североатлантического альянса, а также представители других приглашённых государств и организаций.

## Итоги
Саммит объявил о создании специальной миссии по содействию безопасности Украины (NSATU). «Саммит принял решение учредить миссию НАТО по содействию безопасности и тренировке для Украины (NSATU) для координации военных поставок и обучения для Украины со стороны стран НАТО и партнёров. Её задача — поставить содействие безопасности Украины на надёжную основу», — говорится в документе[прояснить]. Отмечается, что миссия будет осуществлять свою деятельность в соответствии с Уставом ООН. Также декларация гласит, что появление такой структуры не делает альянс участником конфликта. Декларация указывает на то, что Киев рано или поздно войдёт в НАТО. В настоящее время Украина находится на «необратимом пути к полной евроатлантической интеграции, включающей членство в НАТО».
По мнению британского еженедельника The Economist, саммит убедительно продемонстрировал (англ. proved impossible), что присоединение Украины к НАТО до завершения русско-украинской войны невозможно. До тех пор альянс ограничится множеством более мелких мер помощи Украине: оружием, деньгами и обучением.